# Zubieta
|  | Aquest article tracta sobre municipi de Navarra. Si cerqueu barri de Sant Sebastià, vegeu «Zubieta (Guipúscoa)». |

Zubieta és un municipi de Navarra, pertanyent a la comarca de Malerreka dins la merindad de Pamplona. El seu nom vol dir en basc lloc del pont, de zubi (pont) i el sufix -eta que indica lloc. Comprèn els nuclis d'Ameztia, Aurkidi, Azkota, Mendrasa i Sarekoa.

### Demografia
| Evolució demogràfica | Evolució demogràfica | Evolució demogràfica | Evolució demogràfica | Evolució demogràfica | Evolució demogràfica | Evolució demogràfica | Evolució demogràfica | Evolució demogràfica | Evolució demogràfica | Evolució demogràfica |
| 1996                 | 1998                 | 1999                 | 2000                 | 2001                 | 2002                 | 2003                 | 2004                 | 2005                 | 2006                 | 2007                 |
| -------------------- | -------------------- | -------------------- | -------------------- | -------------------- | -------------------- | -------------------- | -------------------- | -------------------- | -------------------- | -------------------- |
| 321                  | 308                  | 314                  | 307                  | 298                  | 293                  | 293                  | 292                  | 299                  | 297                  | 309                  |
| 85%                  |                      |                      |                      |                      |                      |                      |                      |                      |                      |                      |